# Edifici principal de la Universitat de Tartu
L'edifici principal de la Universitat de Tartu,  també conegut com la Casa Von Bock, es troba al centre de la ciutat de Tartu, al carrer Ülikooli, 18 i és un dels exemples més destacats de l'arquitectura classicista a Estònia i un dels edificis més emblemàtics de tot el país. A més de l'Auditori, són destables el vestíbul principal i l'antiga cel·la de la presó situada a les golfes.
Tradicionalment, l'edifici principal ha allotjat el rectorat i altres unitats administratives i facultats d'Humanitats. En les últimes dècades, l'edifici principal de la Universitat ha estat la seu dels estudis de Filologia, Dret, Periodisme i la Facultat de Teologia, que encara funciona al pis més alt de l'extrem nord de l'edifici principal. Actualment el rectorat es troba a l'ala sud de l'edifici. En l'última dècada, les activitats acadèmiques s'han dispersat cada cop més a altres edificis de la Universitat, cedint espai en l'edifici principal a l'administració universitària.
L'auditori, o sala principal, de la Universitat de Tartu, dins de l'edifici principal, té un dels interiors classicistes més representatius d'Estònia. La volta del sostre del vestíbul i la zona al voltant dels canelobres és pintat de color rosat, i presenta rosetes, fulles d'acant i ornaments florals. La sala s'utilitza tradicionalment per a tots els esdeveniments universitaris importants: cerimònies, conferències, recepcions de convidats distingits, i també és una important sala de concerts.

Passeig virtual per l'edifici principal de la Universitat de Tartu, al gener de 2019

## Història
L'edifici principal de la universitat va ser dissenyat per Johann Wilhelm Krause. El projecte es va acabar l'any 1805. i la pedra angular de l'edifici es va posar el dia 15 de setembre (potser el 30 d'agost?) de 1805. L'edifici principal es va inaugurar oficialment el 31 de juliol de 1809, encara que les obres interiors van continuar fins al 1811. Més tard, es van afegir una ala d'edificis i l'església de la universitat (1856–1959).
A la nit del 21 de desembre de 1965 es va produir un incendi a l'edifici principal. El foc s'inicià cap a la mitjanit i els bombers van començar a extingir-lo abans de les 5 de la matinada. L'incendi va destruir la part mitjana de l'edifici principal, la teulada i les golfes, així com les dues cel·les d'aïllament i el mur de la tercera cel·la d'isolament, el vestíbul i les estances adjacents de la segona i tercera planta. Dels 6.255 m² de superfície total de l'edifici principal, 900 m² van quedar destruïts. Durant la investigació preliminar es va determinar que el foc s'havia originat per una fallada elèctrica en una sala fosca (sense finestres) de la sala de pràctiques generals del departament de Física general, situada a la segona planta de l'edifici. L'edifici principal va quedar restaurat el dia 1 de setembre de 1966, però la sala va ser inaugurada el 28 d'abril de 1967. En el concert inaugural a l'auditori, l'orquestra simfònica, dirigida per Neeme Järvi, va tocar l'obertura d'Academic, de Johannes Brahms, un interludi de La meva pàtria és Belarús, i al final el Gaudeamus igitur, l'himne universitari.

Fins al 1997, la cafeteria Sophokles funcionava al soterrani de l'edifici principal.

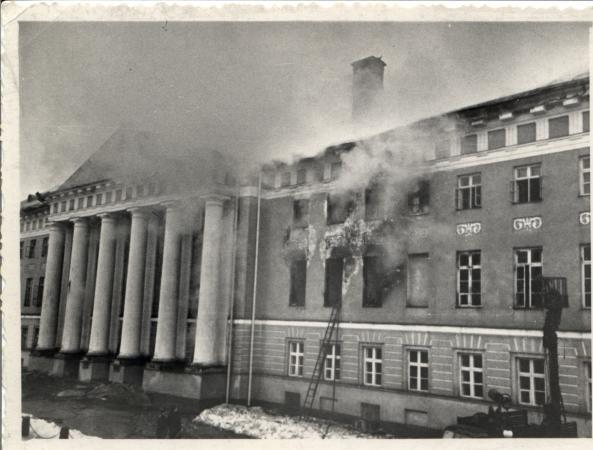
L'incendi a l'edifici principal de la Universitat l'any 1965

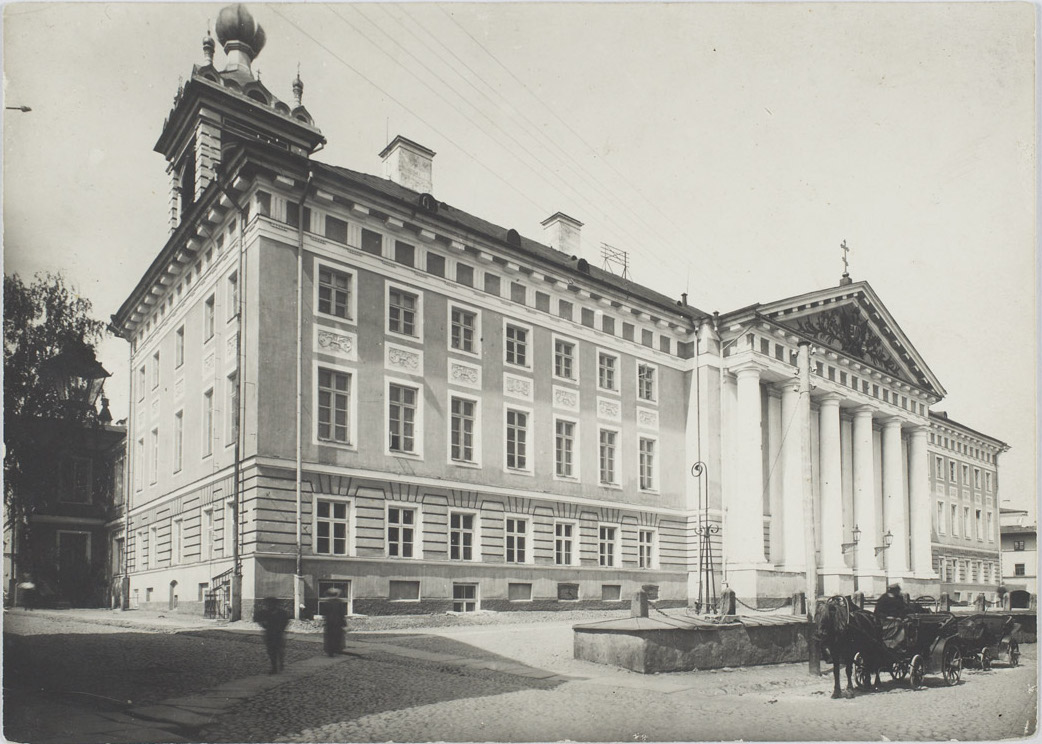
L'edifici principal de la Universitat de Tartu (1914). El campanar d'una capella ortodoxa al terrat va ser enderrocat després que la universitat adoptés la llengua estonia.

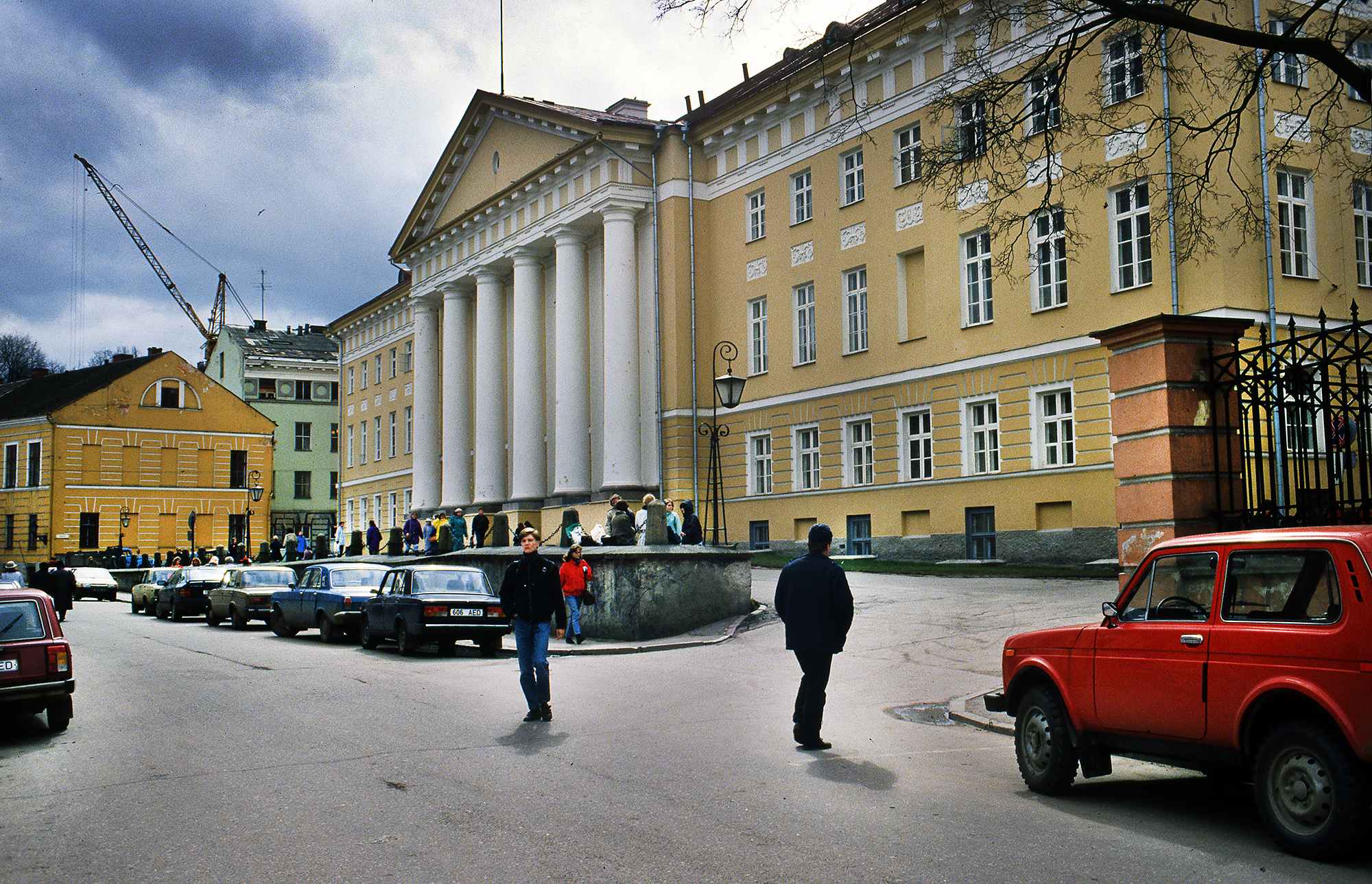
L'edifici principal de la Universitat l'any 1991
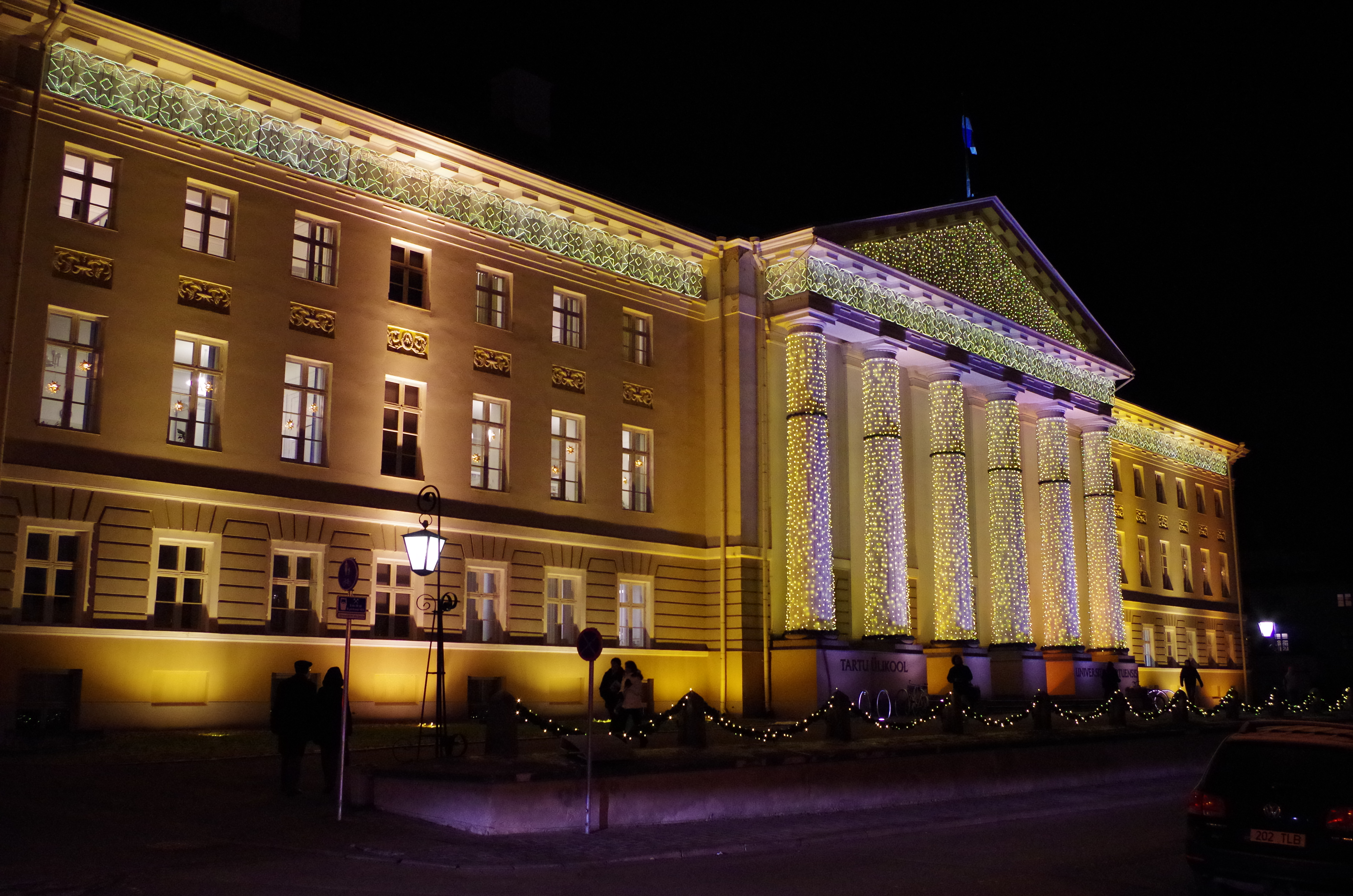
L'edifici principal de la Universitat de Tartu el desembre de 2014

## Recerca arqueològica
L'edifici principal de la Universitat està construït sobre les ruïnes de l'antiga església de Santa Maria. Les restes i esquelets que es van descobrir durant la construcció van ser reenterrats i sobre ells es va erigir el Monument a les Nacions [Rahvaste monument].
Durant les investigacions arqueològiques realitzades l'any 2010 a la zona entre l'edifici principal i l'antiga Facultat de Química de la Universitat de Tartu, es van desenterrar molts esquelets de persones sepultades al cementiri de l'antiga església de Santa Maria. L'arqueòleg Martin Malve creu que el límit del cementiri s'estén fins al mig de la facultat de Química i que tot el carrer Jakobi és una zona de cementiri. Heiki Valk, investigadora sènior en arqueologia de l'Institut d'Història i Arqueologia de la Universitat de Tartu, ha datat l'enterrament d'un nen entre els segles XIII i XIV, per les perles que portava al coll. També es va trobar un enterrament masculí que data de l'època del domini suec. Durant aquest període, se sap que l'església de Santa Maria era el santuari de la guarnició sueca.

## Plaques i monuments commemoratius

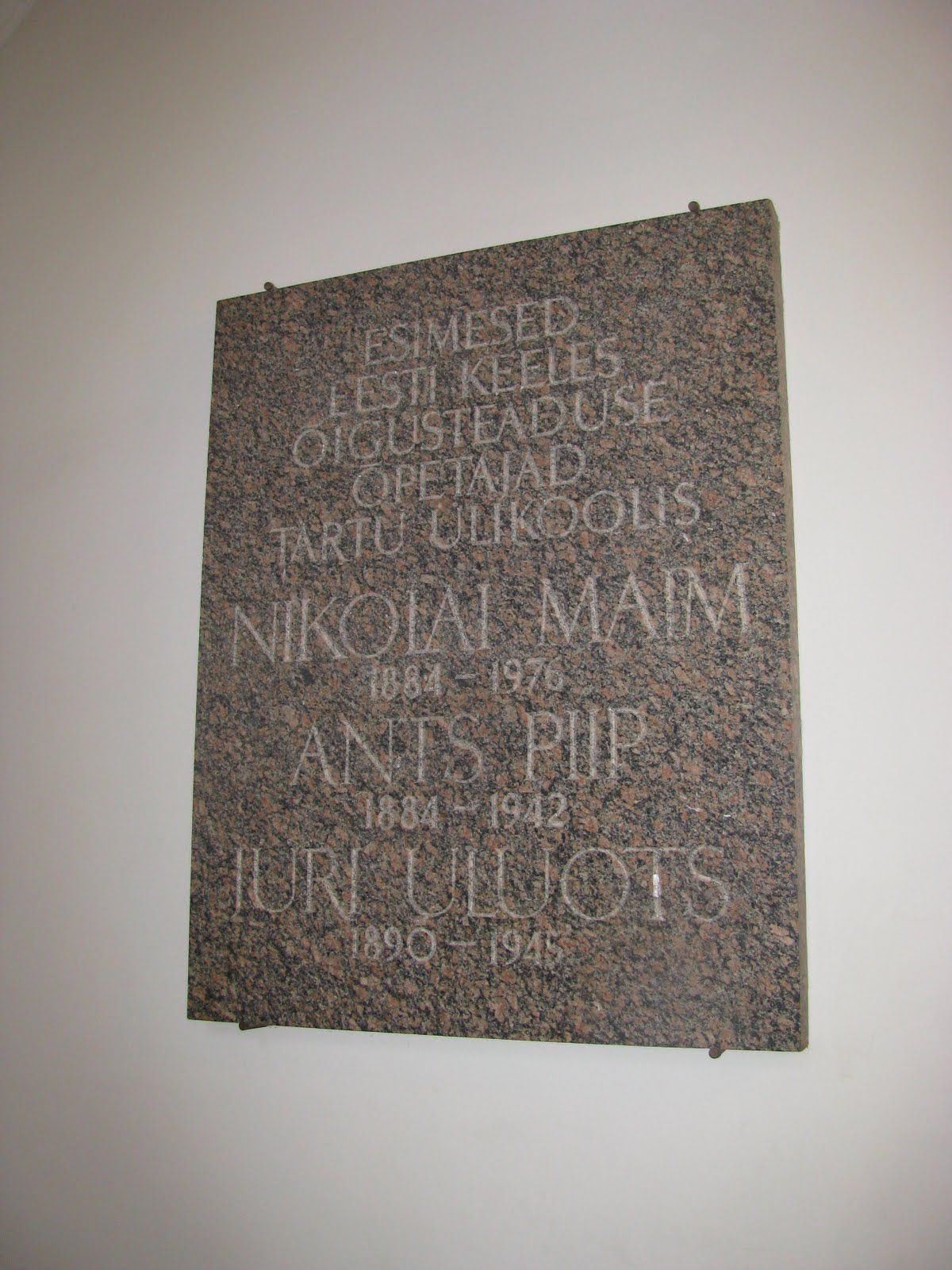
Placa a Nikolai Maimu, Ants Piibu i Jüri Uluots

A la paret final de l'ala nord de l'edifici principal de la Universitat hi ha una placa commemorativa dedicada a l'únic premi Nobel que va ensenyar a la Universitat de Tartu, el químic Wilhelm Ostwald. A la paret final de l'ala sud, l'ambaixada polonesa a Tallinn va instal·lar una placa commemorativa el 3 de maig de 2005 (la placa actualitzada es va descobrir el 27 de setembre de 2021) dedicada al rei polonès-lituà Esteve Bathory, que el 1583 va donar a la ciutat de Tartu els colors de la bandera actual i va fundar el que seria el predecessor de la universitat, el Gimnàs Jesuïta de Tartu. Al petit parc que hi ha darrere de l'edifici principal, a la Kuningaplats, hi ha un monument al fundador de la universitat, el rei Gustav II Adolf de Suècia, que és una còpia del memorial d'abans de la guerra.
A l'ala esquerra de l'edifici principal, al primer pis, al mur del passadís, hi ha una placa commemorativa dedicada als primers professors que van ensenyar Dret en estonià a la Universitat de Tartu: Nikolai Maimu, Ants Piibu i Jüri Uluotsa.
El 9 d'abril de 2012 es va descobrir a l'edifici principal una placa commemorativa a Franz Liszt, que havia fet dos concerts a la sala exactament 170 anys abans (1842).
L'auditori porta el nom de Johannes Voldemar Veski. Prèviament hi havia hagut una placa commemorativa al passadís de l'edifici principal als acadèmics que van morir a la Segona Guerra Mundial (aleshores la «Guerra Patriòtica»).

## Museu d'Art de la Universitat de Tartu
L'exposició permanent del Museu d'Art consta de diverses escultures, còpies de guix a mida original de les grans obres artístiques de la Grècia clàssica i hel·lenística, que es van encarregar a mitjan segle XIX als grans museus europeus per a la formació de l'alumnat de la Universitat. Les parets de les sales estan decorades amb pintures ornamentals d'estil pompeià. El Museu d'Art allotja també diversos originals antics, entre els quals mòmies egípcies, monedes, gerros i tauletes cuneïformes. 

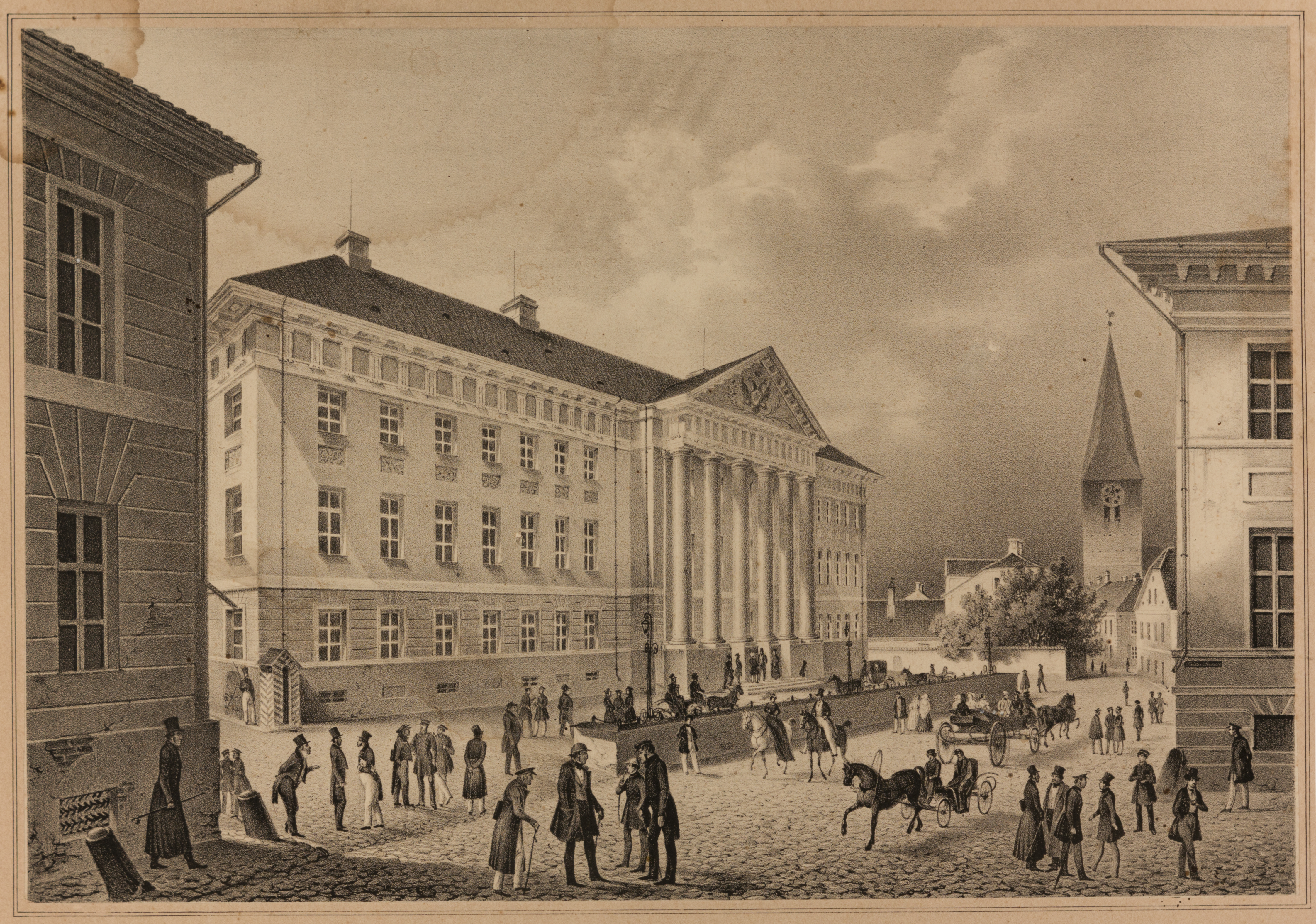
Litografia de Georg Friedrich Schlater de 1845
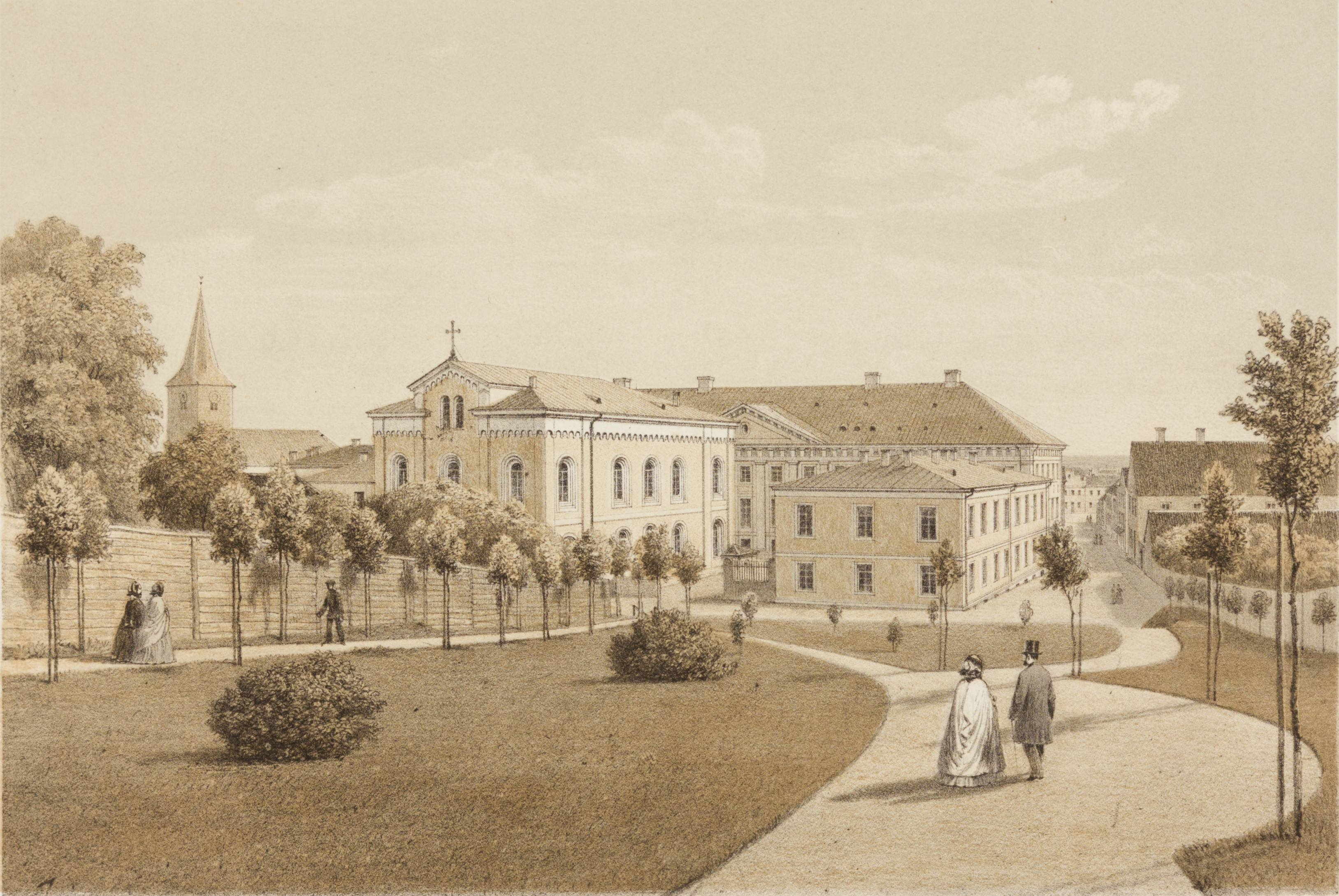
Litografia de Louis Höflinger de 1860
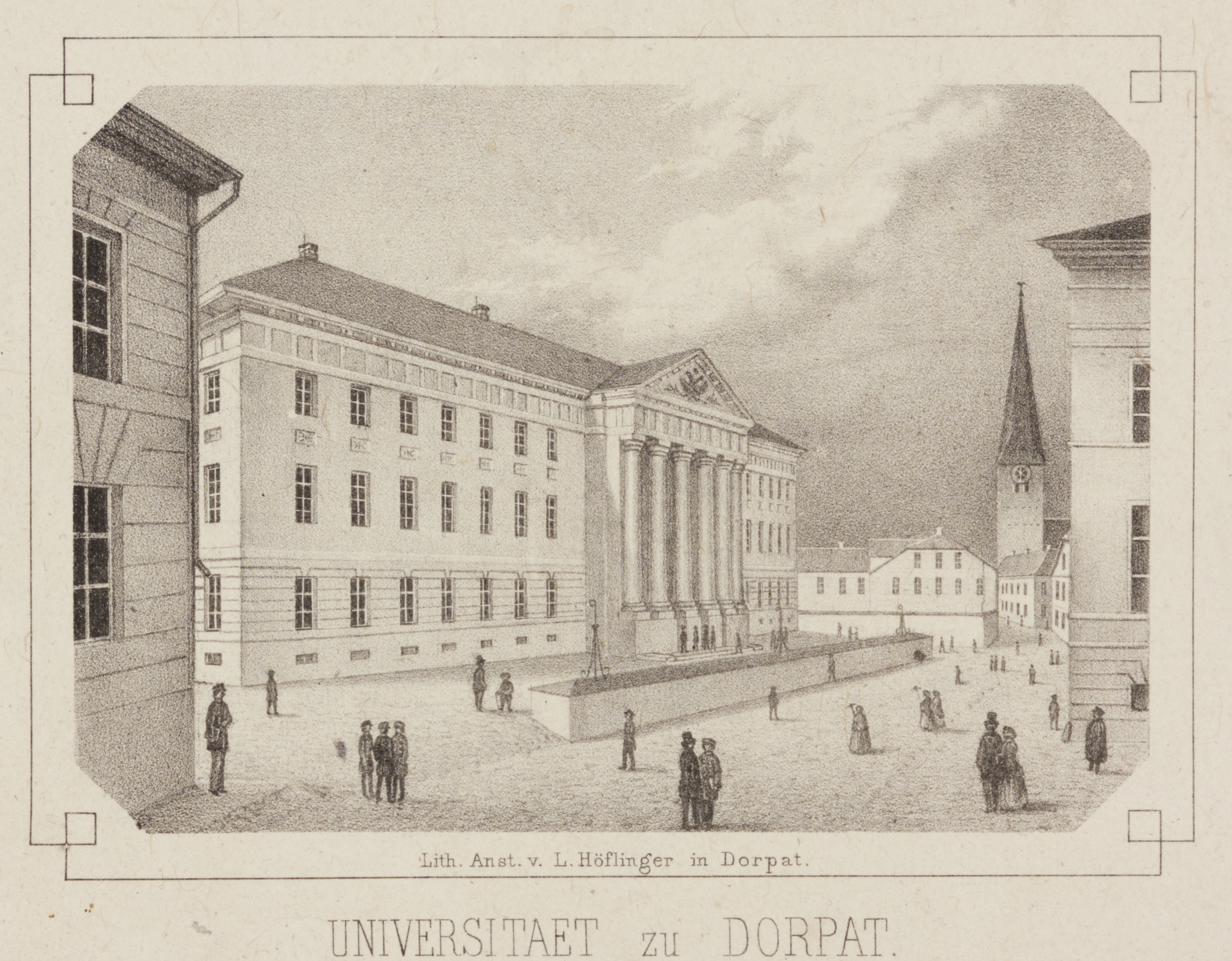
Litografia de Louis Höflinger de 1860
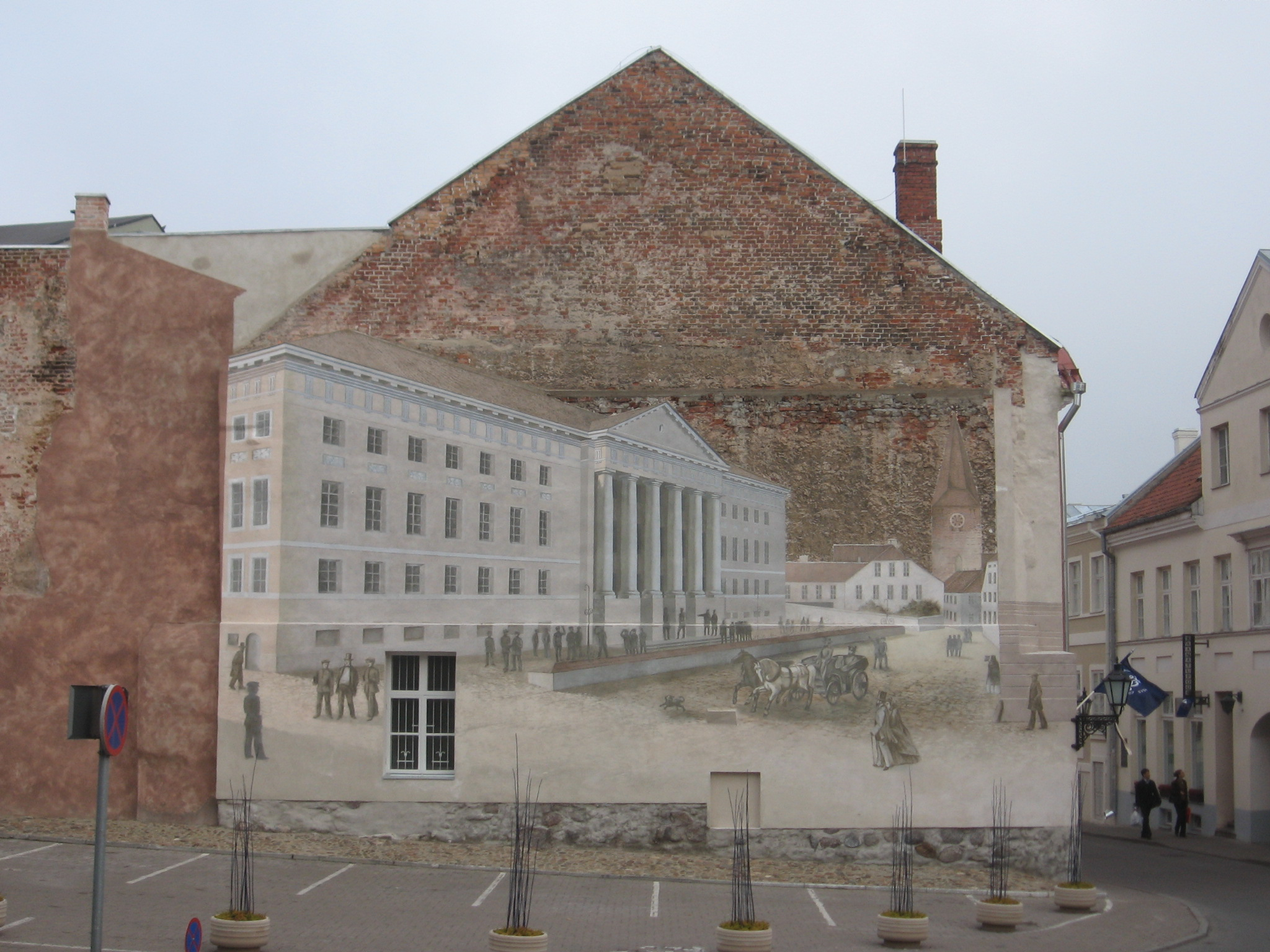
Reproducció de la litografia de Höflinger a la paret final de la casa Von Bock

## Imatges

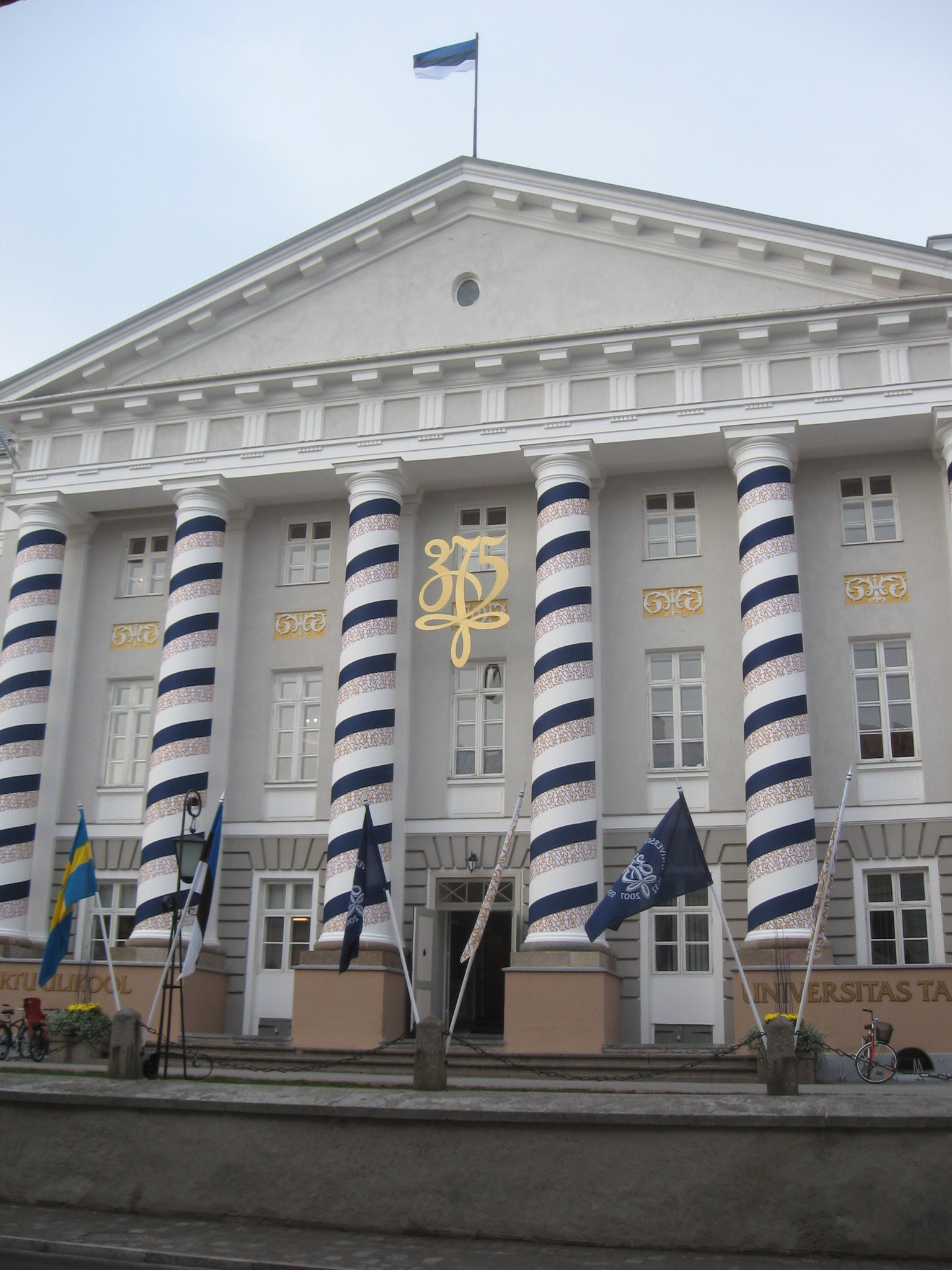
L'edifici principal decorat per al 375è aniversari, el 5 d'octubre de 2007
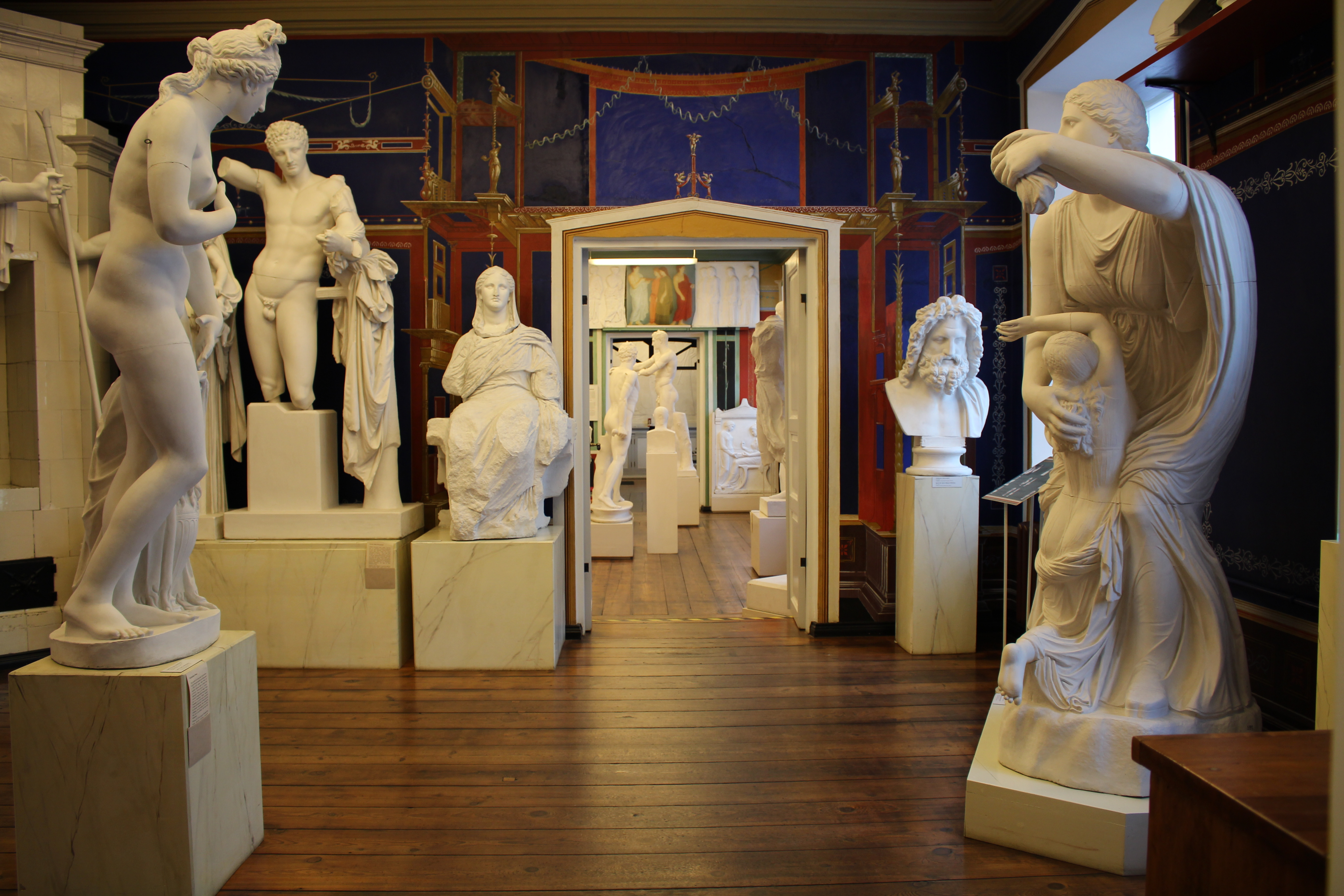
L'edifici principal també alberga el Museu d'Art de la Universitat de Tartu.
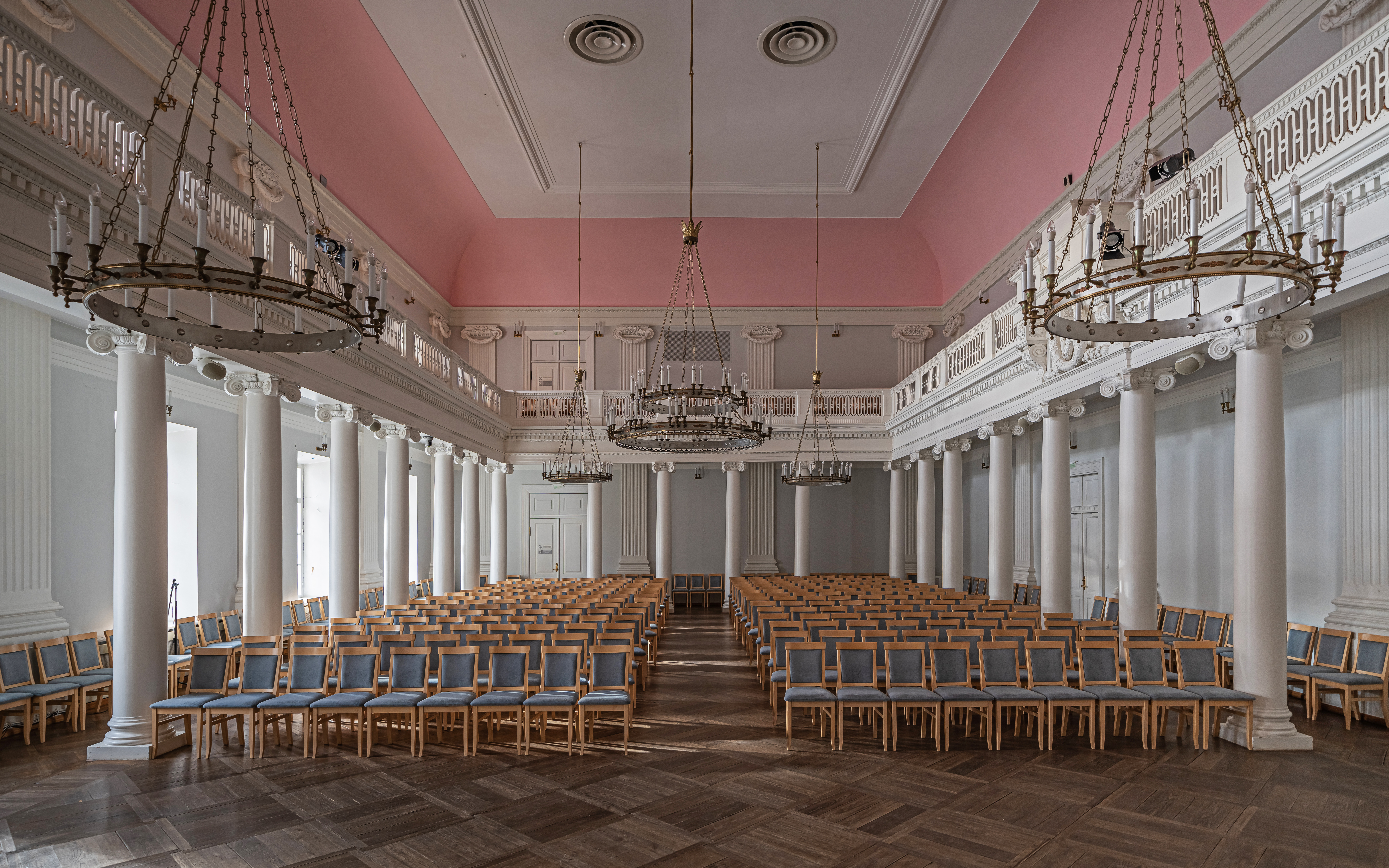
Auditori
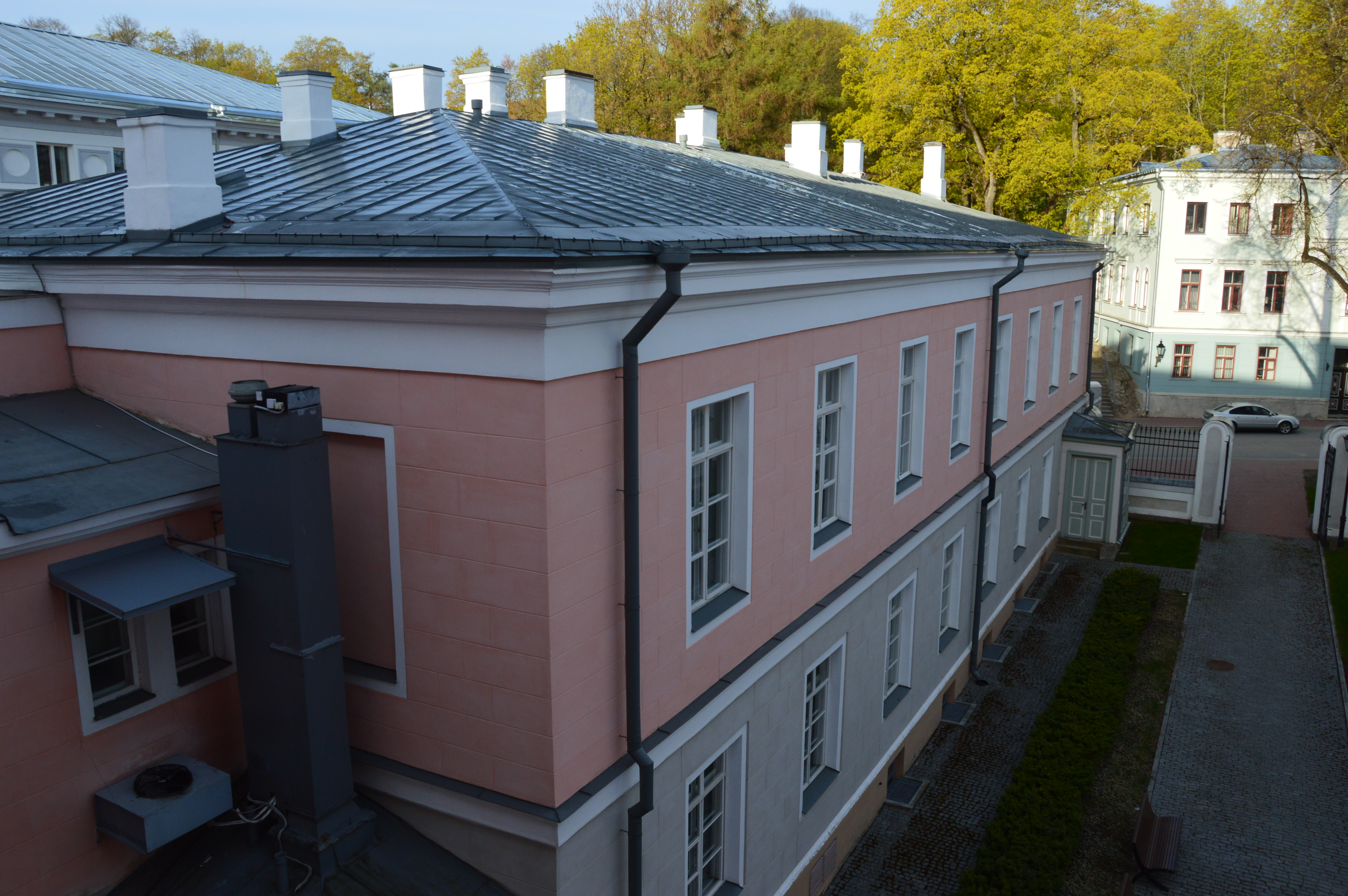
Edifici de l'ala sud
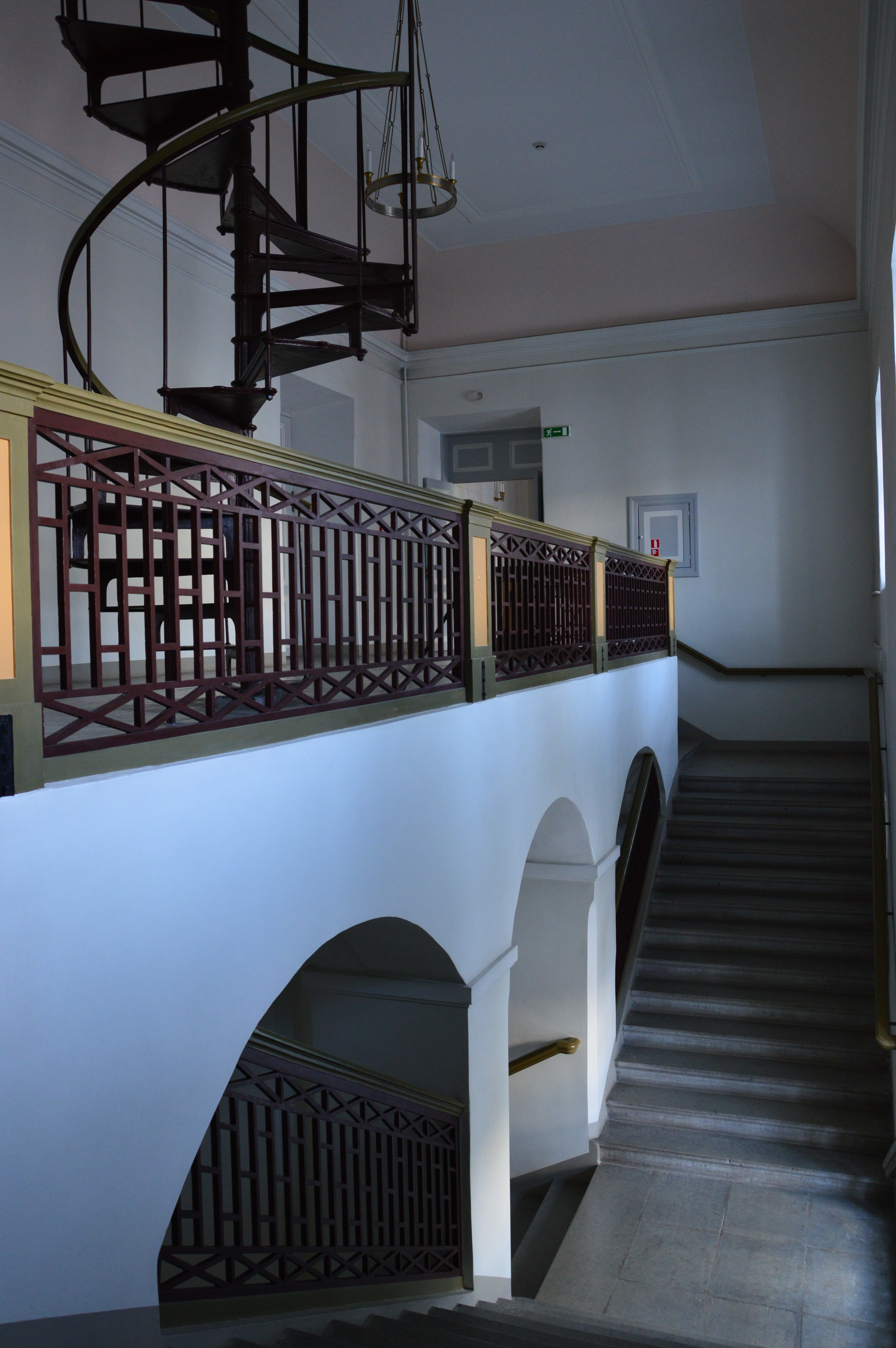
Escala principal
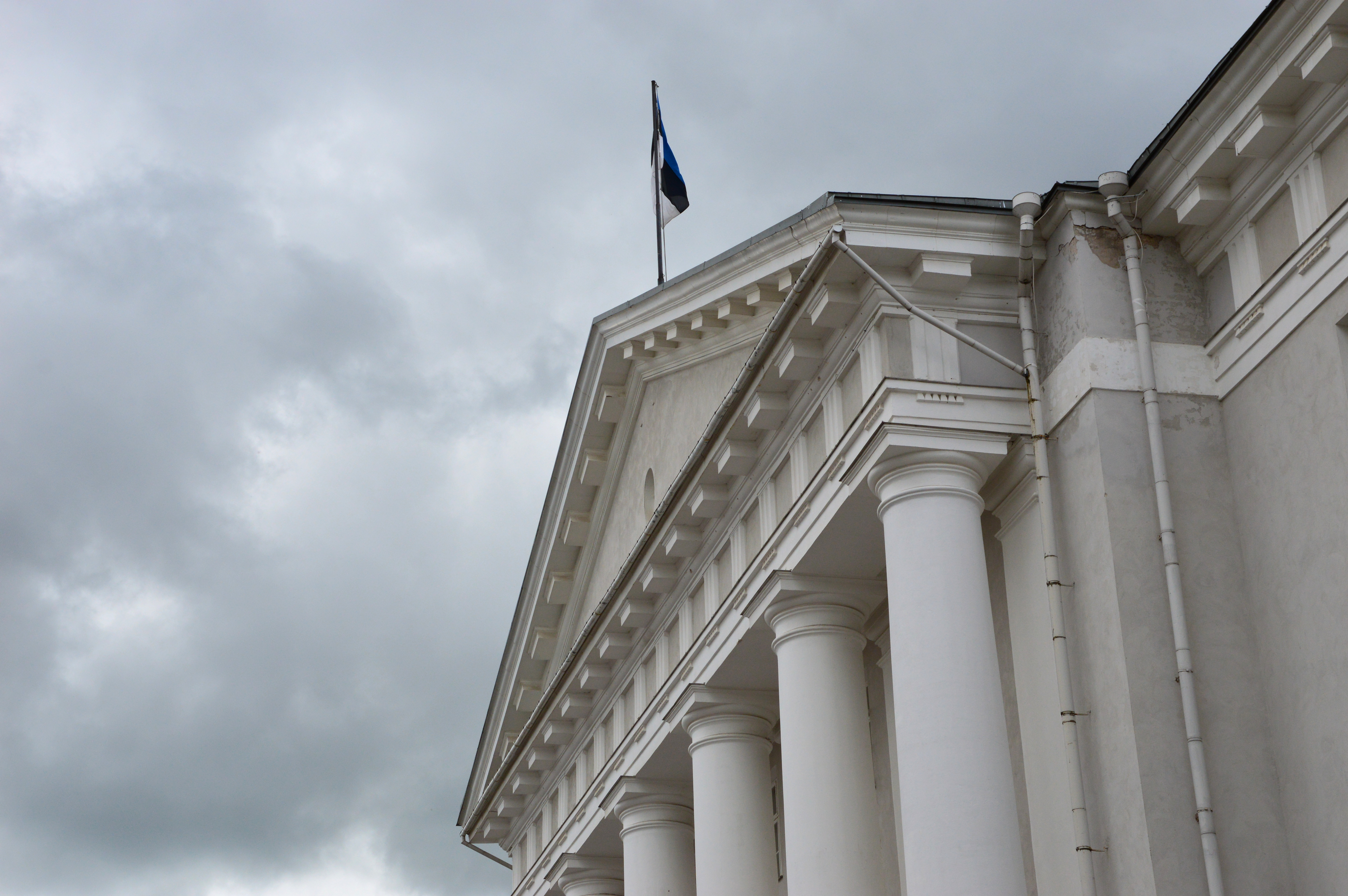
Pòrtic

## Reformes pendents
L'edifici principal de la Universitat de Tartu ha estat restaurat diverses vegades. L'any 2007 es va renovar la coberta, les golfes i els murs exteriors de l'edifici. Però l'edifici històric de la Universitat es troba pendent de renovar adequadament l'edifici acadèmic, en especial pel que fa al sistema de calefacció, la instal·lació elèctrica, tot el sistema de ventilació de l'edifici, posar en ús el soterrani, entre altres intervencions. També han de rebre un nou aspecte el carrer Ülikooli, on hi ha la Universitat, i la plaça davant de l'edifici principal, on s'ha de restringir el trànsit de pas.